# Sommauthe
Sommauthe est une commune française, située dans le département des Ardennes en région Grand Est. La commune appartient à l’Établissement public de coopération intercommunale de CC de l'Argonne Ardennaise.

## Géographie
|                  |           | Beaumont-en-Argonne |
| Saint-Pierremont | Sommauthe |                     |
|                  |           | Vaux-en-Dieulet     |

### Hydrographie
La commune est dans le bassin versant de la Meuse au sein du bassin Rhin-Meuse. Elle est drainée par le ruisseau de St-Pierremont, le ruisseau la Gobine, le ruisseau du Pont de Lussian et le ruisseau du Pre Charot,.
Le ruisseau de Saint-Pierremont, d'une longueur de 14 km, prend sa source dans la commune de Saint-Pierremont et se jette  dans la Bar à Authe, après avoir traversé quatre communes. 

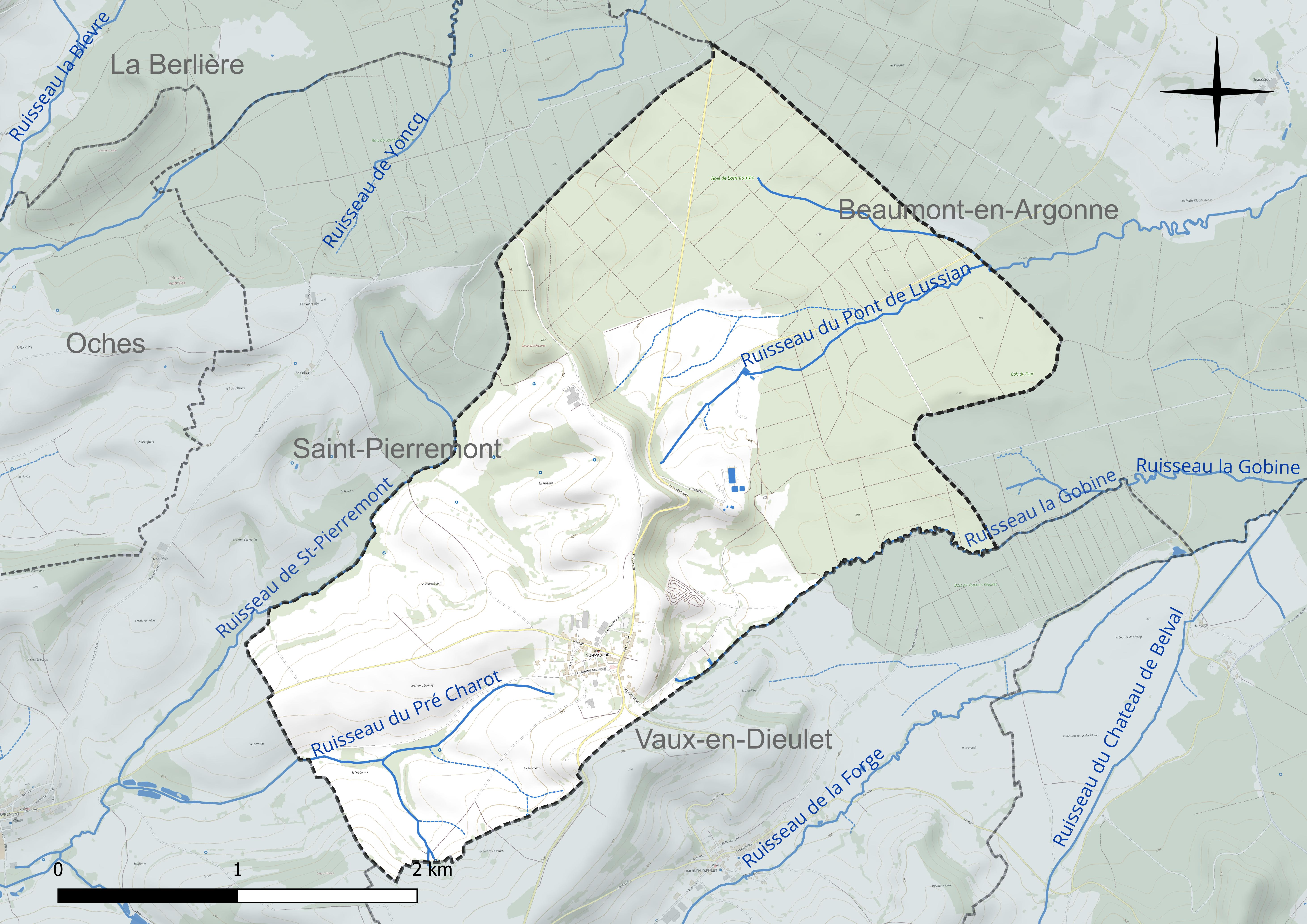
Réseau hydrographique de Sommauthe.

### Climat
Pour des articles plus généraux, voir Climat du Grand Est et Climat des Ardennes.
En 2010, le climat de la commune est de type climat de montagne, selon une étude du Centre national de la recherche scientifique s'appuyant sur une série de données couvrant la période 1971-2000. En 2020, Météo-France publie une typologie des climats de la France métropolitaine dans laquelle la commune est exposée à un climat océanique altéré et est dans la région climatique  Lorraine, plateau de Langres, Morvan, caractérisée par un hiver rude (1,5 °C), des vents modérés et des brouillards fréquents en automne et hiver. 
Pour la période 1971-2000, la température annuelle moyenne est de 9,6 °C, avec une amplitude thermique annuelle de 15,7 °C. Le cumul annuel moyen de précipitations est de 960 mm, avec 14 jours de précipitations en janvier et 9,6 jours en juillet. Pour la période 1991-2020, la température moyenne annuelle observée sur la station météorologique de Météo-France la plus proche, « Buzancy_sapc », sur la commune de Buzancy à 8 km à vol d'oiseau, est de 10,9 °C et le cumul annuel moyen de précipitations est de 862,0 mm. 
La température maximale relevée sur cette station est de 40,7 °C, atteinte le 25 juillet 2019 ; la température minimale est de −15,8 °C, atteinte le 20 décembre 2009,,. 
Les paramètres climatiques de la commune ont été estimés pour le milieu du siècle (2041-2070) selon différents scénarios d'émission de gaz à effet de serre à partir des nouvelles projections climatiques de référence DRIAS-2020. Ils sont consultables sur un site dédié publié par Météo-France en novembre 2022.

## Urbanisme

### Typologie
Au 1er janvier 2024, Sommauthe est catégorisée commune rurale à habitat dispersé, selon la nouvelle grille communale de densité à 7 niveaux définie par l'Insee en 2022.
Elle est située hors unité urbaine et hors attraction des villes,.

### Occupation des sols
L'occupation des sols de la commune, telle qu'elle ressort de la base de données européenne d’occupation biophysique des sols Corine Land Cover (CLC), est marquée par l'importance des territoires agricoles (49,5 % en 2018), en diminution par rapport à 1990 (54,9 %). La répartition détaillée en 2018 est la suivante : 
forêts (47,8 %), prairies (32,5 %), terres arables (9,8 %), zones agricoles hétérogènes (7,2 %), mines, décharges et chantiers (2,7 %). L'évolution de l’occupation des sols de la commune et de ses infrastructures peut être observée sur les différentes représentations cartographiques du territoire : la carte de Cassini (XVIIIe siècle), la carte d'état-major (1820-1866) et les cartes ou photos aériennes de l'IGN pour la période actuelle (1950 à aujourd'hui).

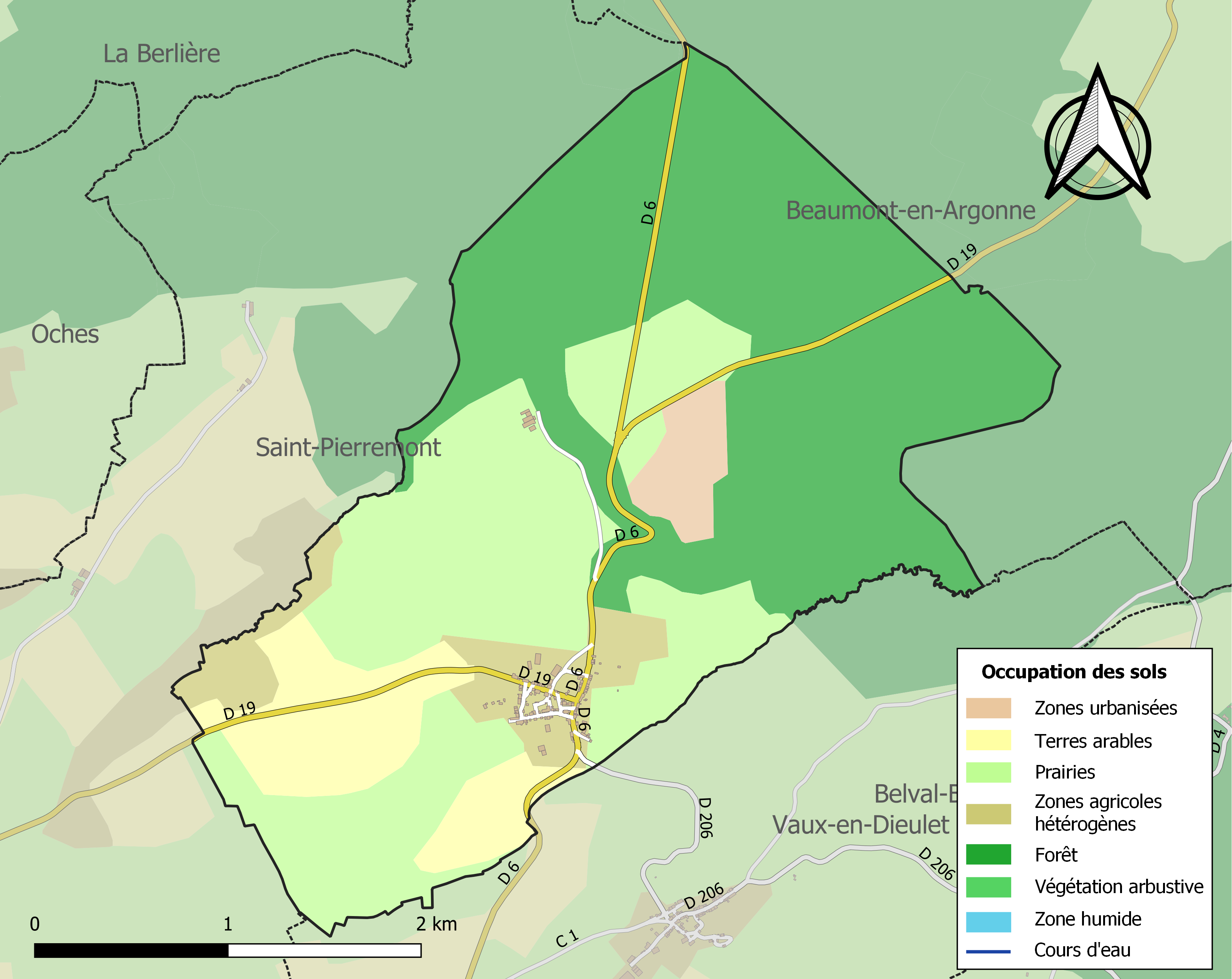
Carte des infrastructures et de l'occupation des sols de la commune en 2018 (CLC).

## Toponymie
Issu du latin summus, désignant une « source » et le nom d'une rivière, pour Sommauthe, de l'oïl somme (source), « à la source de l'Authe ». C’est en Champagne où « somme » est suivi du nom du cours d’eau.

## Histoire
Le village de Sommauthe a un sous-sol criblé de petites sources et c'est de cette caractéristique que le village tire son nom : "Sources Hautes". La commune de Sommauthe est sylvicole (300 hectares de forêt).
Le village fut un temps fortifié et avait son propre château, aujourd'hui aucune trace n'est visible.

### XIXesiècle
Le roi Guillaume de Prusse et Bismarck prirent position sur les hauteurs du village en 1870, afin d'observer la déroute française de la bataille de Beaumont en Argonne, commune distante de sept kilomètres.

### Mai 1940
La 6e division d'infanterie coloniale opposa une forte résistance à l'armée allemande.

### Plaque commémorative

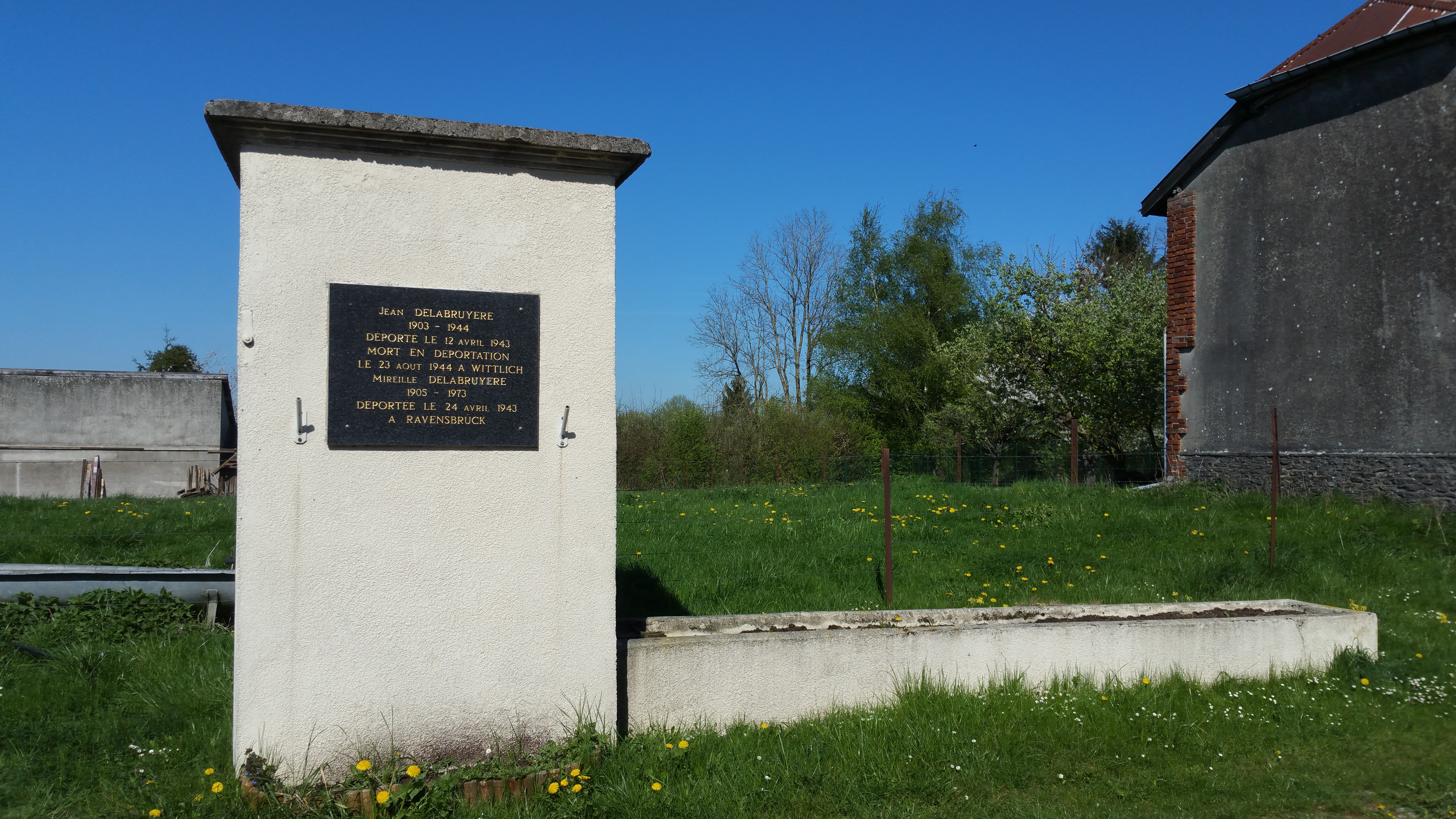
Plaque commémorative en l'honneur de Jean Delabruyère et Mireille Delabruyère.
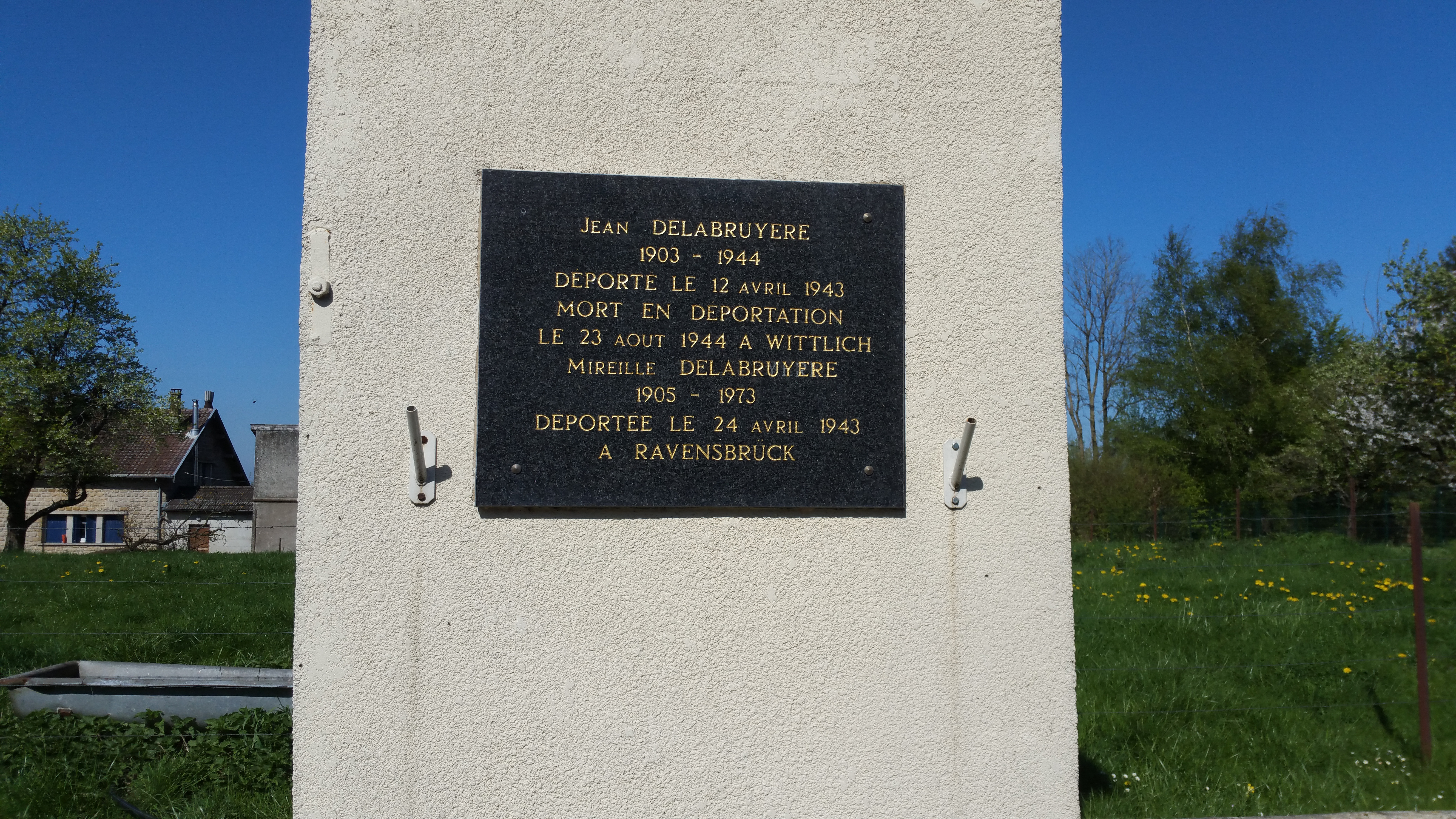
Plaque commémorative texte lisible.

Plaque commémorative en l'honneur de Jean Delabruyère (1903 -1944), qui a été déporté le 12 avril 1943, mort en déportation. La plaque rend hommage à Mireille Delabruyère (1905 - 1973), déportée le 24 avril 1943 dans le camp de concentration de Ravensbruck. L'inauguration de la plaque s'est faite en 2001 sous l'impulsion de la mairesse Marie-Line Thomas.

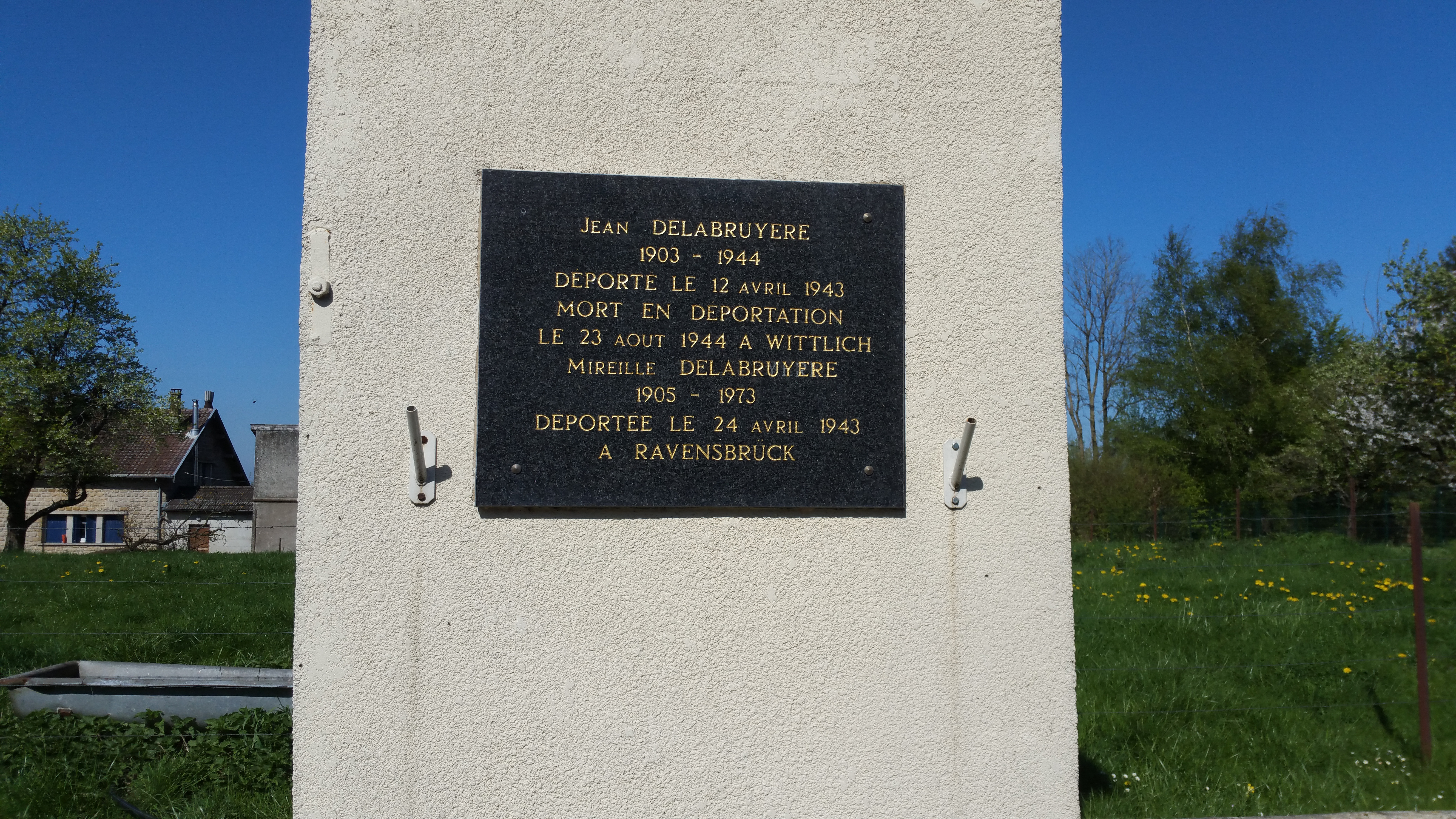
Plaque commémorative texte lisible.

### L'église Saint-Jean

#### Architecture
L'église Saint-Jean est implantée au centre du village, c'est l'édifice le plus haut de la commune. Construite sur un plan allongé. La nef à trois vaisseaux de trois travées est précédée par un massif occidental composé du clocher, au centre, encadré par un espace qui accueille la cage de l'escalier en vis, au nord, et la chapelle des fonts baptismaux, au sud. Au chœur rectangulaire est adossé la sacristie. L'édifice est bâti en moellon calcaire en assises réglées avec chaîne en pierre de taille et la façade occidentale avec le clocher sont en pierre de taille calcaire en moyen et grand appareil. Les faces intérieures des murs sont enduites ; le sol de la nef est couvert de damiers de carreaux noir et blanc et celui du chœur d'un damier de marbre noir, blanc et brun veiné. L'église ne comporte qu'un seul niveau percé de baies en plein cintre à agrafe et la façade principale comporte un portail en plein-cintre à agrafe surmonté par un grand oculus ; à l'étage, le clocher présente des angles abattus. Les vaisseaux de la nef sont couverts de berceau en plein-cintre en béton armé. Les couvertures de l'édifice sont en ardoise (charpente en béton armé). La nef et le chœur sont couverts de toits à longs pans, la sacristie par un toit en appentis et le clocher par un dôme surmonté d'un clocheton à flèche polygonale.

#### Histoire
L'église Saint-Jean fut consacrée en 1649 et a été reconstruite entre 1763 et 1771 grâce aux matériaux de l'église du prieuré de Masme (Buzancy) détruite en 1758. Après avoir souffert des combats de mai 1940, l'édifice a été restauré, (par des financements privés), entre 1946 et les années 1950 (reconstruction des voûtes et des charpentes en béton armé). L'église est aujourd'hui équipée d'un mécanisme électronique pour faire sonner sa cloche.

## Politique et administration

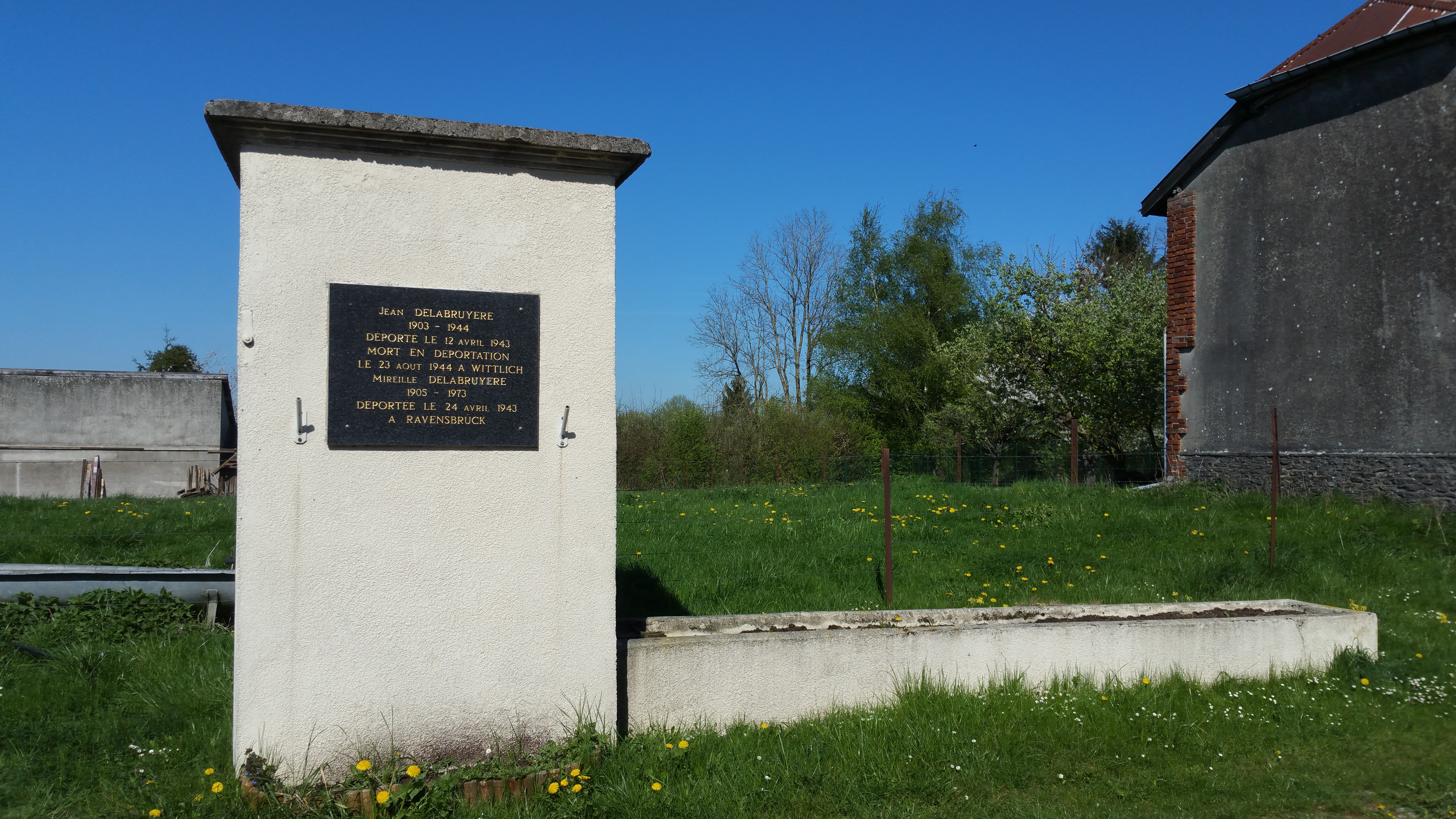
Plaque commémorative en l'honneur de Jean Delabruyère (1903 -1944), qui a été déporté le 12 avril 1943. La plaque rend hommage à Mireille Delabruyère (1905 - 1973), déportée le 24 avril 1943 dans le camp de concentration de Ravensbruck.

| Période                                  | Période                      | Identité                                           | Étiquette | Qualité             |
| ---------------------------------------- | ---------------------------- | -------------------------------------------------- | --------- | ------------------- |
| 1879                                     |                              | Lerouge                                            |           |                     |
| mars 2001                                | septembre 2011               | Marie-Line Thomas                                  | PS        | Mairesse / Retraité |
| octobre 2011                             | En cours (au 3 juillet 2020) | Jean-Baptiste Gomez Réélu pour le mandat 2020-2026 |           | Retraité            |
| Les données manquantes sont à compléter. |                              |                                                    |           |                     |

## Démographie
L'évolution du nombre d'habitants est connue à travers les recensements de la population effectués dans la commune depuis 1793. Pour les communes de moins de 10 000 habitants, une enquête de recensement portant sur toute la population est réalisée tous les cinq ans, les populations de référence des années intermédiaires étant quant à elles estimées par interpolation ou extrapolation. Pour la commune, le premier recensement exhaustif entrant dans le cadre du nouveau dispositif a été réalisé en 2005.

En 2022, la commune comptait 131 habitants, en évolution de +13,91 % par rapport à 2016 (Ardennes : −2,97 %, France hors Mayotte : +2,11 %).
| 1793 | 1800 | 1806 | 1821 | 1831 | 1836 | 1841 | 1846 | 1851 |
| ---- | ---- | ---- | ---- | ---- | ---- | ---- | ---- | ---- |
| 421  | 465  | 449  | 443  | 481  | 452  | 417  | 435  | 480  |

| 1866 | 1872 | 1876 | 1881 | 1886 | 1891 | 1896 | 1901 | 1906 |
| ---- | ---- | ---- | ---- | ---- | ---- | ---- | ---- | ---- |
| 510  | 458  | 453  | 465  | 459  | 445  | 421  | 352  | 347  |

| 1911 | 1921 | 1926 | 1931 | 1936 | 1946 | 1954 | 1962 | 1968 |
| ---- | ---- | ---- | ---- | ---- | ---- | ---- | ---- | ---- |
| 328  | 229  | 219  | 180  | 180  | 117  | 151  | 152  | 178  |

| 1975 | 1982 | 1990 | 1999 | 2005 | 2006 | 2010 | 2015 | 2020 |
| ---- | ---- | ---- | ---- | ---- | ---- | ---- | ---- | ---- |
| 186  | 157  | 138  | 109  | 112  | 114  | 119  | 115  | 128  |

| 2022 | - | - | - | - | - | - | - | - |
| ---- | - | - | - | - | - | - | - | - |
| 131  | - | - | - | - | - | - | - | - |